# Сборная Индии по хоккею с шайбой
Сборная Индии по хоккею с шайбой (хинди भारतीय आइस हॉकी टीम) — команда, представляющая Индию на международных турнирах по хоккею с шайбой. Управляется хоккейной ассоциацией Индии. Была принята в ИИХФ 27 апреля 1989 г. Является ассоциированным членом этой организации и никогда не участвовала в чемпионатах мира. Регулярно принимает участие в азиатском кубке вызова.

## История
Сборная впервые приняла участие в Азиатском кубке вызова по хоккею с шайбой 2009 года, первый в истории матч, в рамках турнира группы «А» со сборной Таиланда и проиграла со счётом 0:14. Турнир сборная завершила с нулём очков на последнем месте, пропустив 34 шайбы и забив одну.
В 2010 году сборная Индии участия в Кубке Вызова не принимала. В 2011 году Индия так же не набрала очков, пропустив 101 шайбу. В этой же группе потерпела самое крупное поражение в истории от сборной Кувейта (2:39).
2012 год стал особенно успешным для сборной. Выступая на домашнем Кубке Вызова, она одержала первую победу над сборной Макао со счётом 5:1. Индия заняла 2-е место в группе, уступив только Малайзии (2:13 и 2:18) и Макао во втором матче (3:5). Выйдя в квалификацию плей-офф, индийцы проиграли сборной Кувейта со счётом 2:13. Этот результат является до сих пор самым успешным в истории сборной.
В последующих турнирах Индия всё время оставалась на последнем месте и в 2013 году вылетела в первый дивизион, где выступает до сих пор. За это время набрала только 2 очка, сумев довести игру до овертайма в матчах с Макао и Оманом.